# 滦河河口湿地
39°25′26″N 119°16′54″E / 39.42389°N 119.28167°E
滦河河口湿地位于中华人民共和国河北省昌黎县和乐亭县滨海区域，是中国著名的河口湿地和观鸟胜地，列入国家重点保护湿地名录。
湿地面积69平方千米，位于渤海西岸，滦河入海口地区。河口地区有广阔的冲积平原，水域沿岸植被以柳、槐及盐生植物为主。湿地地处东亚鸟类迁徙的必经之地，已发现有239种，包括丹顶鹤、黑嘴鸥、大鸨等珍稀鸟类。